# シネマート新宿
シネマート新宿（シネマートしんじゅく）は東京都新宿区新宿3丁目にあるミニシネコン。

## 概要

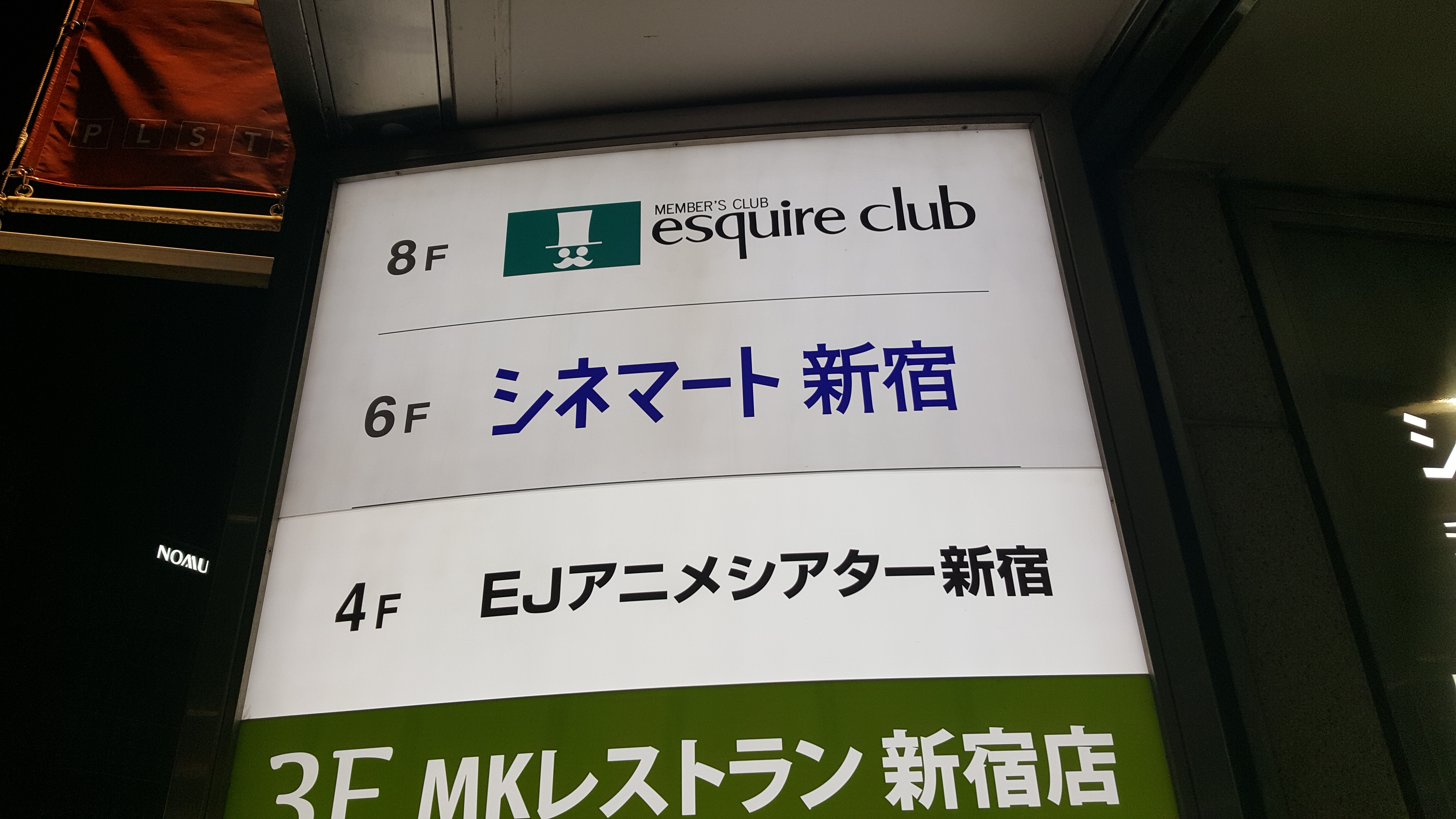
シネマート新宿（2020年7月）

2006年12月9日、シネマート六本木、シネマート心斎橋に続く株式会社エスピーオー直営の映画館Cinem@rt3号店として、旧「新宿文化シネマ」のスクリーン2・3跡地に開館した。オープン初週の同年12月9日から15日まではこけら落とし上映イベント「シネマート・シネマ・フェスティバル in 新宿」が行われ、パク・シニャン主演の『インディアン・サマー』『キリマンジャロ』などが上映された。
運営会社の株式会社エスピーオーが得意としている韓国・中国等のアジア系映画のみならず、洋画や日本映画も多数上映しており、公開初日に舞台挨拶が行われる作品も多い。
テアトルシネマグループが発行しているTCGメンバーズカードが使える。また、他社でも導入しているレディースデイだけでなく、毎週月曜日をメンズデイ、25日をシネマートデイとしてそれぞれ割引を適用するなど、独自の制度を多数設けている

## 特徴
シネマート新宿は、各回完全入替制で全席指定席だが、スクリーン1の初回の上映のみ自由席という、特殊なシステムとなっている。上映当日は、開館とともに各上映回の券を発行するため、早目に劇場に来て上映前まで別の場所にいることも可能である。
| スクリーン1 | 335席（車いすスペース:2） | SRD-EX・SRD |
| スクリーン2 | 62席                      | SRD         |

## ポイントカード
シネマート新宿では、ポイントカードを発行している。ポイントシステム等の詳細は以下の通り。
- 毎週火曜日は1000円で鑑賞できる。
- 入会金は300円（入会随時/年会費・更新料不要）。
- 入会時に3ポイント付与。
- 映画1回の鑑賞につき、1ポイント付与。
- 10ポイントたまると、映画1回の鑑賞が無料となる[注 4]。
- 毎週木曜日は、通常の2倍のポイントを付与。
- シネマート六本木でも使用可能だった。